# Межрабпомфильм

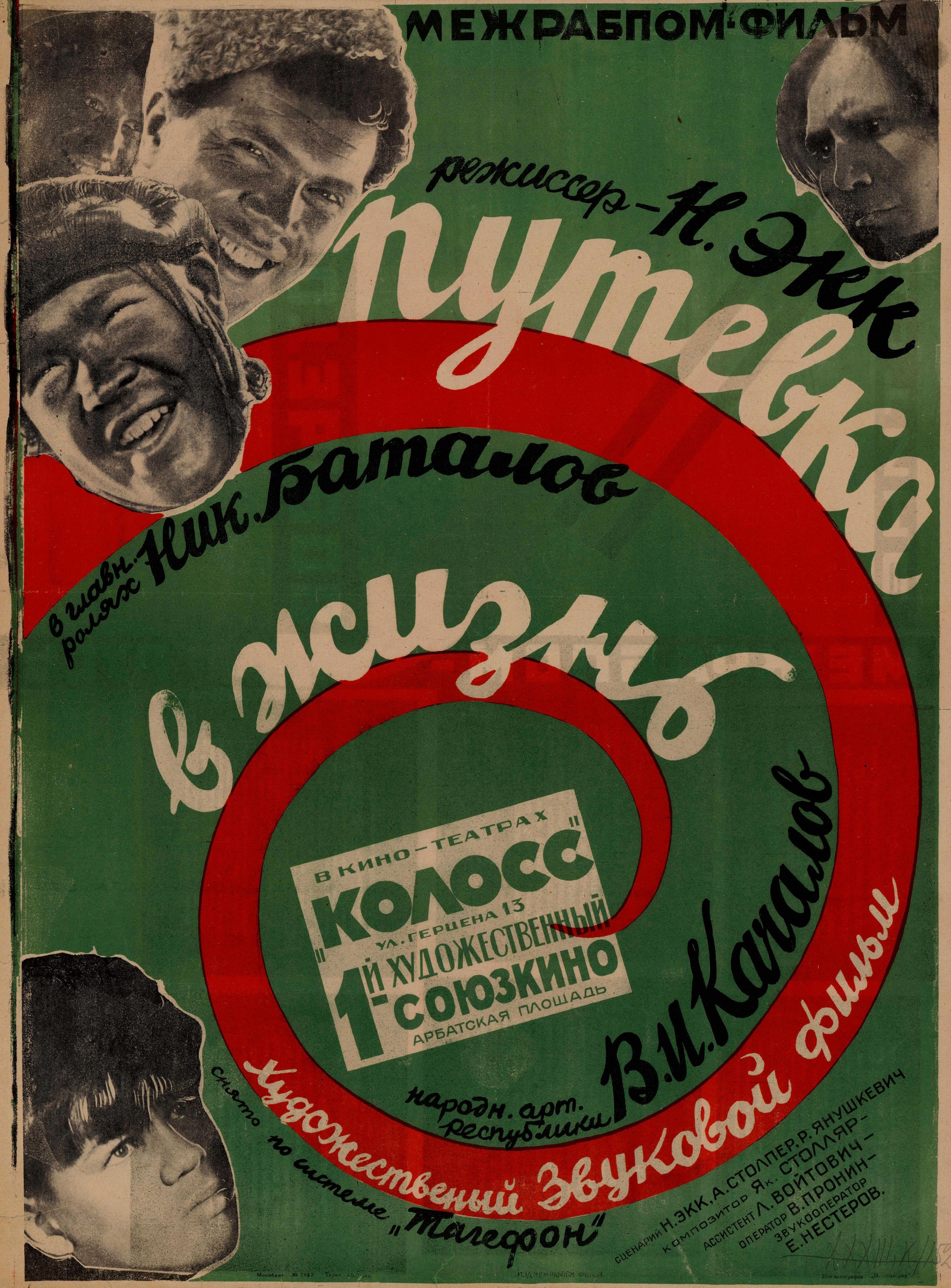
Афиша кинофильма «Путёвка в жизнь», производство Межрабпомфильм

«Межрабпомфи́льм» — советско-германская киностудия, созданная в 1928 году в Москве на основе расформированного акционерного общества «Межрабпом-Русь».
На киностудии «Межрабпомфильм» были, среди прочих, сняты такие заметные фильмы, как «Потомок Чингисхана» (1928), «Путёвка в жизнь» (1931), «Три песни о Ленине» (1934) и другие. На студии Павлом Тагером и его сотрудниками была изобретена одна из отечественных систем звукового кино. Одним из сценаристов был Александр Курс.
В 1936 году преобразована в киностудию «Союздетфильм», которая в 1948 году переименована в киностудию имени М. Горького.

## Фильмы студии
- 1927 — Чашка чая (утрачен)
- 1928 — Потомок Чингисхана
- 1928 — Белый орёл
- 1928 — Кукла с миллионами
- 1928 — Саламандра
- 1929 — В город входить нельзя
- 1929 — Торговцы славой
- 1929 — Сто двадцать тысяч в год
- 1929 — Весёлая канарейка
- 1929 — Два-Бульди-два
- 1930 — Праздник святого Иоргена
- 1930 — Простой случай
- 1931 — Ледолом (Анка)
- 1931 — Путёвка в жизнь
- 1931 — Праздник труда
- 1931 — Экспериментальный ролик цветных съёмок методом «Спектроколор»
- 1932 — Простой случай
- 1932 — Две встречи
- 1932 — Горизонт
- 1933 — Окраина
- 1933 — Рваные башмаки
- 1933 — Великий утешитель
- 1934 — Гармонь
- 1934 — Три песни о Ленине
- 1934 — Марионетки
- 1934 — Кража зрения
- 1935 — Золотое озеро
- 1935 — Пастух и царь
- 1935 — Джульбарс
- 1935 — Гибель сенсации
- 1935 — Конец полустанка
- 1935 — Любовь и ненависть
- 1935 — По следам героя
- 1936 — У самого синего моря
- 1936 — Груня Корнакова
- 1936 — Дохунда

## Мультфильмы студии
- 1927 — Мойдодыр
- 1928 — Приключения китайчат
- 1928 — Десять правил кооперации (не сохранился)
- 1928 — Днём с огнём (не сохранился)
- 1928 — Подтянись, лавком идёт! (не сохранился)
- 1929 — Похождения Мюнхгаузена
- 1929 — Агитка первого мая (не сохранился)
- 1929 — Гляди в оба (не сохранился)
- 1929 — Книжная полка (не сохранился)
- 1929 — Минуту внимания (не сохранился)
- 1929 — Наша помогла (не сохранился)
- 1929 — Слушайте, слушайте! Говорит Москва... (не сохранился)
- 1929 — Страховка (не сохранился)
- 1929 — Энциклопедия на проводах (не сохранился)
- 1930 — Вызов (не сохранился)
- 1930 — Ежедневно (не сохранился)
- 1930 — Забываемый источник экономии (не сохранился)
- 1930 — Кооперация на рельсах (не сохранился)
- 1930 — Свиная шкура (не сохранился)
- 1930 — Сказ про коня худого и коня стального (не сохранился)
- 1930 — Наш ответ папам римским
- 1930 — Эврика (не сохранился)
- 1931 — Улица поперёк
- 1932 — Блэк энд уайт
- 1934 — Царь Дурандай (частично утерян)
- 1935 — Стрекоза и муравей